# تفاعل بلانك
تفاعل بلانك أو كلوروميثيلية لحلقة البنزين بالإنجليزية (Blanc chloromethylation) هو تفاعل كيميائي خاص بالحلقات الاروماتية لاضافة كلورميثل للحلقة عن طريق تفاعل هذه الحلقة مع الفورمالدهايد بوجود حمض الهيدروكلوريك وكلوريد الزنك أو حمض لويس مناسب لينتج حلقة أروماتية مرتبط عليها الكلوروميثل.
التفاعل تم اكتشافة بواسطة العالم "غوستاف لويس بلانك" (1872-1927) عام 1923 ويحضر هذا التفاعل بحذر لانه ينتج ماده مسرطنه (ثنائي-كلوروميثل ايثر) كناتج جانبي.

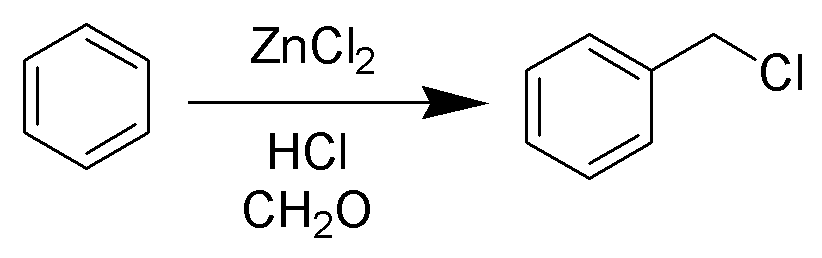

التفاعل:

## ميكانيكية التفاعل
يحدث هذا التفاعل في وسط حمضي بوجود كلوريد الخارصين كعامل مساعد في البداية يقوم الحمض باضافة بروتونه إلى الفورمالدهايد ليتكون لدينا الكتروفيل فتقوم الحلقة الاروماتية الغنية بالاكترونات (الكترونات باي على الحلقة) بمهاجمة هذا الالكتروفيل المتولد على الفور ليتكون لدينا مركب وسطي ثم يتم التخلص من ذرة الهيدروجين عن الحلقة لتعود للحلقة حالة الاستقرار مره أخرى، بعد ذلك يتم استبدال مجموعة الهيدروكسيل بذرة كلور عند نفس الظروف ليتكون الناتج النهائي
المراجع:

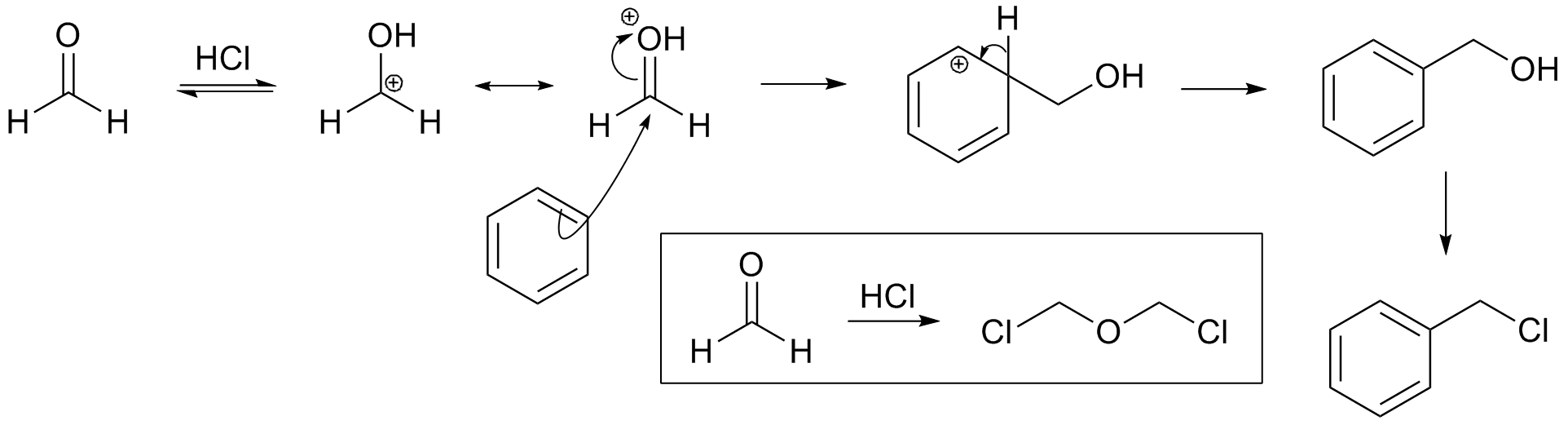

1. Gustave Louis Blanc Bull. Soc. Chim. France 1923, 33, 31